# Weissia crispata x astomum crispum
Weissia crispata × Astomum crispum là một loài Rêu trong họ Pottiaceae.